# Перроне, Этторе
Э́тторе Перро́не, граф ди Сан-Марти́но (итал. Ettore Perrone, conte di San Martino, 12 января 1789, Турин — 29 марта 1849, при Новаре) — сардинский политик и военачальник.

## Служба в французский армии
Он был солдатом-добровольцем в «Южном легионе» в 1806 году. Окончил Сен-Сир в 1806 году и остался на следующий год в качестве второго лейтенанта пехоты, участвую в военных кампаниях 1807 и 1809 годов. Он был ранен в битве при Ваграме, получив орден Почётного легиона. С 1810 по 1811 он служил в Испании в чине лейтенанта Молодой гвардии. 24 июня 1811 года он вступил в гренадеры Старой гвардии. Несмотря на ранения, он участвовал в кампании против России, передвигаясь на костылях. После повышения до капитана пехоты воевал при Лютцене и при Баутцене в мае 1813 года, был ранен штыком три раза в сражении при Монмирале. 15 марта 1814 года Наполеон назначил его командующим 24-го пехотного батальона. Во время Ста дней был назначен адъютантом генерала Жерара.

## Рисорджименто
Он был арестован 3 марта 1821 года на границе, возвращаясь из Парижа. Он принимал участие в Пьемонтском восстании 1821 года, был приговорён к смертной казни, но бежал во Францию, где присоединился к армии и дослужился до генерала. 2 февраля 1833 года, во время своего изгнания во Франции, он женился на Дженни ла Тур-Мобур де Фэ — племяннице Виктора Латур-Мобура де Фэ и внучке маркиза де Лафайета. Генри Клей присутствовал на свадьбе.

## Служба в итальянской армии

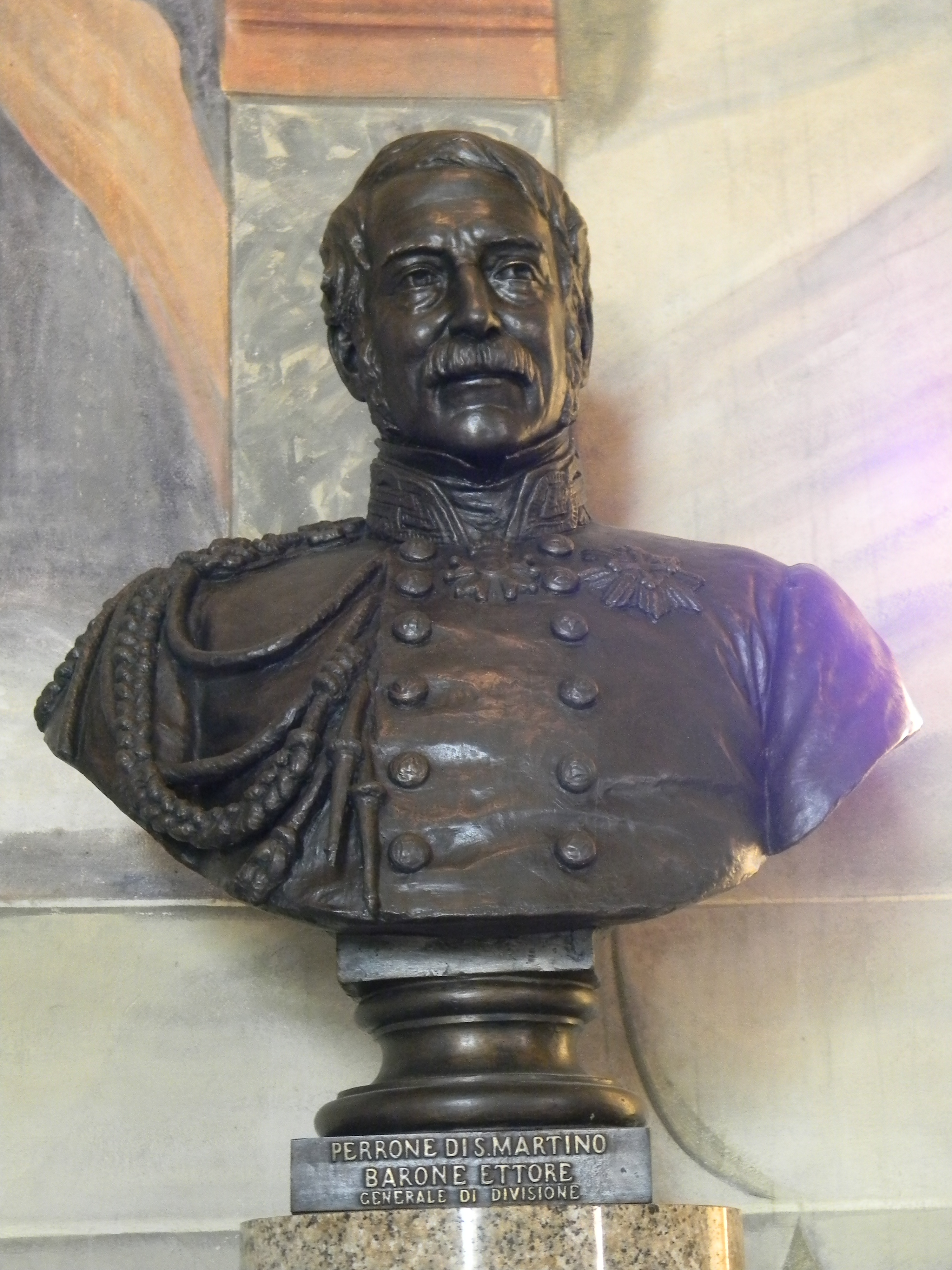
Бюст Перроне ди Сан-Мартино, 1850-е.

В 1848 году он был приглашён временным правительством Милана вступить в армию Ломбардо-Венецианского королевства. Он был премьер-министром Сардинского королевства с 11 октября по 16 декабря 1848.
Он был смертельно ранен в битве при Новаре в Пьемонте 22 марта 1849 года, где, будучи генерал-лейтенантом, командовал дивизией.
Казармы «Перроне», построенные в 1850—1852 годах, были названы в его честь. В настоящее время весь комплекс используется Университетом Восточного Пьемонта.

## Семья
Его сестра Каролина вышла замуж в 1837 году.[значимость факта?]
Граф Этторе Перрон ди Сан-Мартино женился на Дженни де Фей де Ла Тур Мобур, дочери Юста-Шарля де Фей де Ла Тур-Mайбурга, и Анастасии Лафайетте.
Дженни и граф Этторе Перроне ди Сан-Мартино имели двух сыновей — Паоло Луиджи, граф Перроне ди Сан-Мартино (1834—1897) и Роберто Перроне ди Сан-Мартино (1836—1900) — и дочь, Луизу Перроне ди Сан-Мартино (1 октября 1838 — 14 ноября 1880). Луиза вышла замуж за графа Феликса Риньона (1829—1914); в этом браке они имели двоих детей: Эдуарда Риньона (1861—1932) и Марию Риньон (1858—1950).
Внучка графини Марии Риньон (то есть праправнучка Этторе Перроне) — королева Бельгии Паола Руффо ди Калабриа.